# Leszek Hońdo
Leszek Hońdo (ur. 15 kwietnia 1960 w Tarnowie) – polski religioznawca, historyk kultury żydowskiej.

## Życiorys
W 1985 ukończył studia religioznawcze na Uniwersytecie Jagiellońskim, w latach 1986-1993 był nauczycielem filozofii w studium nauczycielskim w Tarnowie. W 1993 obronił na UJ pracę doktorską Religia w ujęciu Franza Rosenzweiga napisaną pod kierunkiem Jerzego Ochmanna i rozpoczął pracę na macierzystej uczelni, w Międzywydziałowym Zakładzie Historii i Kultury Żydów. W 2000 uzyskał stopień doktora habilitowanego na podstawie pracy Stary żydowski cmentarz w Krakowie. Historia cmentarza. Analiza hebrajskich inskrypcji. W tym samym roku rozpoczął pracę w nowo utworzonej Katedrze Judaistyki UJ (przekształconej w 2012 w Instytut Judaistyki UJ). Tam od 2000 kieruje Zakładem Kultury Żydów.
Opublikował m.in.:
- Cmentarz żydowski w Tarnowie (2001)
- Nowy Cmentarz Żydowski w Krakowie (2006)
- Krakowski Memorbuch bejt hamidraszu Majera Dajana (2010)
- Dom przedpogrzebowy przy Żydowskim Nowym Cmentarzu w Krakowie (2011)
- Hebrajska epigrafika nagrobna w Polsce (2014)
- Nazistowskie badania antropologiczne nad Żydami. Tarnów 1942 (2021)

Jest laureatem Nagrody Jana Karskiego i Poli Nireńskiej za rok 2002.